# فوك يريميتش
فوك يريميتش (بالسيريلية الصربية: Вук Јеремић) (ولد في  3 يوليو 1975) هو رئيس لمركز العلاقات الدولية والتنمية المستدامة ورئيس تحرير مجلة هورايزنس المهتمة بالشأن السياسي العالمي العام وهو أيضًا رئيس لاتحاد كرة المضرب في صربيا.
اختير يريميتش رئيسًا للجمعية العامة للأمم المتحدة في دورتها 67.

## وصلات خارجية
- فوك يريميتش على موقع IMDb (الإنجليزية)
- فوك يريميتش على موقع مونزينجر (الألمانية)